# Fred Dekker
Fred Dekker (nascut el 9 d'abril de 1959) és un guionista i director de cinema nord-americà més conegut pel seu clàssic de culte Comèdia de terror El terror truca a la porta i La brigada antimonstres (escrit amb Shane Black). Va contribuir amb les idees de la història per a Una casa al·lucinant (1986) i Ricochet (1991), i també va dirigir i coescriure RoboCop 3 amb Frank Miller.
Una de les seves primeres pel·lícules va ser un curtmetratge que va fer a la universitat titulat Starcruisers, dirigit a principis dels anys 80.

## Vida i carrera
Dekker va néixer el 9 d'abril de 1959 a San Francisco i es va criar a l'Àrea de la badia. Va assistir a l'UCLA School of Theatre, Film and Television a mitjans dels anys vuitanta.
El 1983, el director de cinema Steve Miner va contractar Dekker per escriure el guió de Godzilla: King of the Monsters in 3D, un projecte que no es va produir. El primer èxit de Dekker va arribar el 1986: un guió inspirat en Twilight Zone de 15 pàgines i una història original que es va ampliar a un guió complet per l'escriptor Ethan Wiley per al que es convertiria en la pel·lícula de comèdia de terror de 1986 Una casa al·lucinant. La pel·lícula va ser nominada al Premi Internacional de Cinema Fantastic al Fantasporto, i el seu director Steve Miner va guanyar el Premi de la Crítica al Festival internacional de cinema fantàstic d'Avoriaz. Aquell mateix any, Dekker va debutar com a director amb El terror truca a la porta, el guió de la qual va ser escrit en només una setmana. The film, an homage to B-movies of the 1950s and 60s, has since become a cult classic.
La seva següent pel·lícula La brigada antimonstres va ser coescrita amb el seu amic i col·laborador Shane Black. És un homenatge al "cicle de monstres" Universal de pel·lícules produïdes entre principis dels anys 30 i mitjans dels 50. Com la seva pel·lícula anterior, des de llavors s'ha convertit en un clàssic de culte. Posteriorment Dekker va escriure cinc episodis de la sèrie de televisió Tales from the Crypt, i en va dirigir un. Va coescriure el neo-noir Ricochet i la comèdia d'espies Agent juvenil. El seu retorn a la cadira de director va arribar el 1992 quan va dirigir la tercera entrega de la sèrie RoboCop, coescrivint el guió amb l'escriptor de còmics Frank Miller. La pel·lícula, que va tenir el seu llançament retardat un any a causa de la fallida d'Orion Pictures, va rebre crítiques negatives de la crítica i del públic. Des de llavors, Dekker ha assumit la culpa de la recepció negativa de la pel·lícula.
Dekker va treballar com a medic doctor, fent contribucions no acreditades a pel·lícules com ara Titan A.E. i Arma letal 4. També va escriure tres episodis de Star Trek: Enterprise a principis dels anys 2000. El 2015, després d'una llarga pausa, va tornar al cinema coescrivint un pilot de televisió, Edge, per a Amazon Studios, amb Black. Va coescriure la pel·lícula del 2018 The Predator amb Black, que també va dirigir la pel·lícula.

## Filmografia

### Cinema
| Any  | Títol                      | Director | Guionista |
| ---- | -------------------------- | -------- | --------- |
| 1986 | El terror truca a la porta | Sí       | Sí        |
| 1987 | La brigada antimonstres    | Sí       | Sí        |
| 1993 | RoboCop 3                  | Sí       | Sí        |
| 2018 | The Predator               | No       | Sí        |

Només guionista
- Una casa al·lucinant (1986)
- House II: The Second Story (1987)
- Ricochet (1991)
- Agent juvenil (1991)

Treballs no acreditats
- Demolition Man[11] (1993)
- Arma letal 4[12] (1998)
- Titan A.E.[12] (2000)

Treballs produïts
- Godzilla: King of the Monsters in 3D[5] (1983)
- Shadow Company (1988)
- Jonny Quest (1995)

### Televisió
| Any     | Títol                 | Director | Guionista | Notes                                                         |
| ------- | --------------------- | -------- | --------- | ------------------------------------------------------------- |
| 1989–92 | Tales from the Crypt  | Sí       | Sí        | Escriu 4 episodis dirigeix episodi "The Thing From the Grave" |
| 2001–02 | Star Trek: Enterprise | No       | Sí        | També productor consultor Escriu 3 episodis                   |
| 2015    | Edge                  | No       | Sí        | Telefilm                                                      |